# Butsumoku-ji

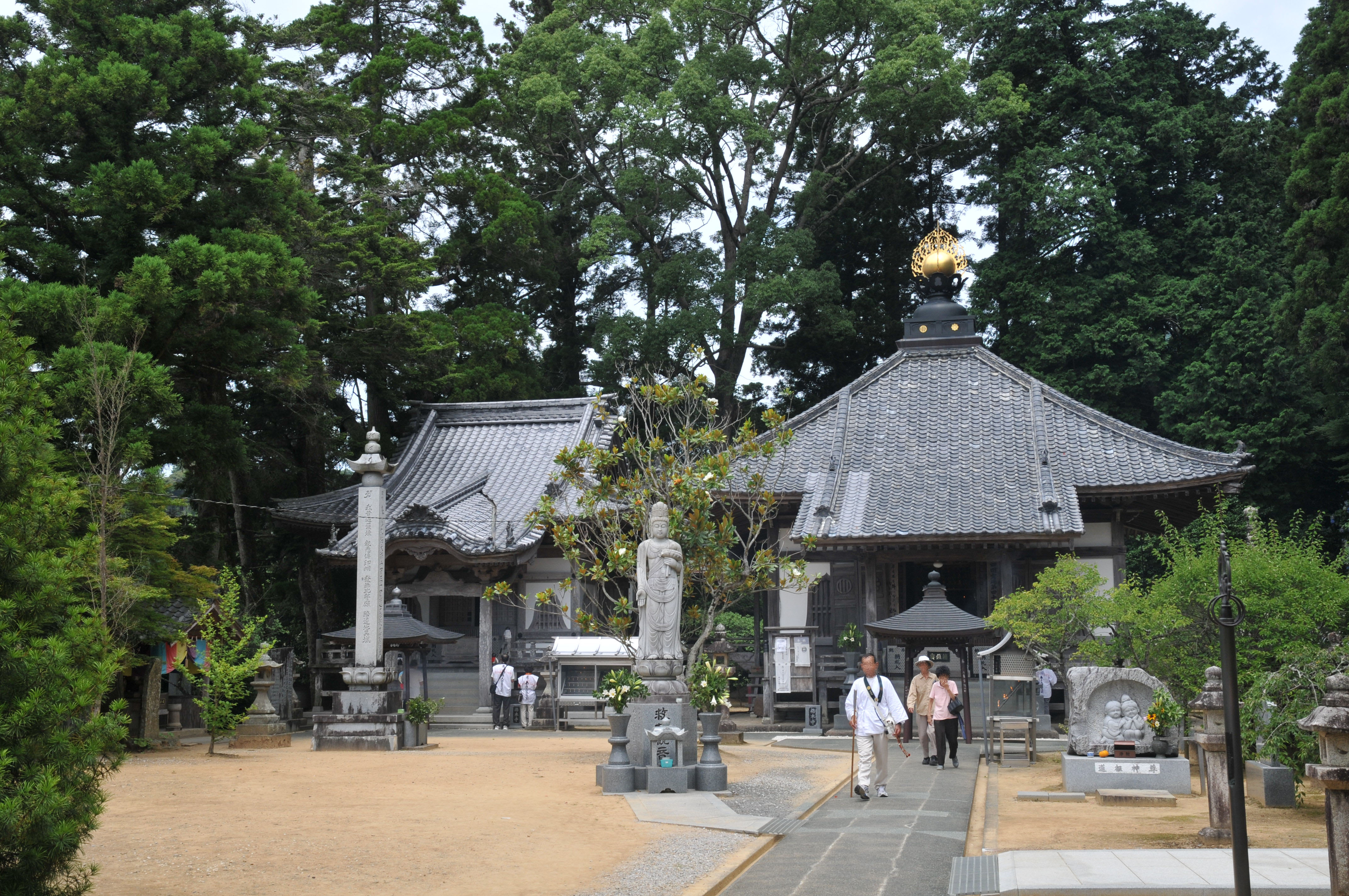
Haupthalle (rechts), Daishidō (links)

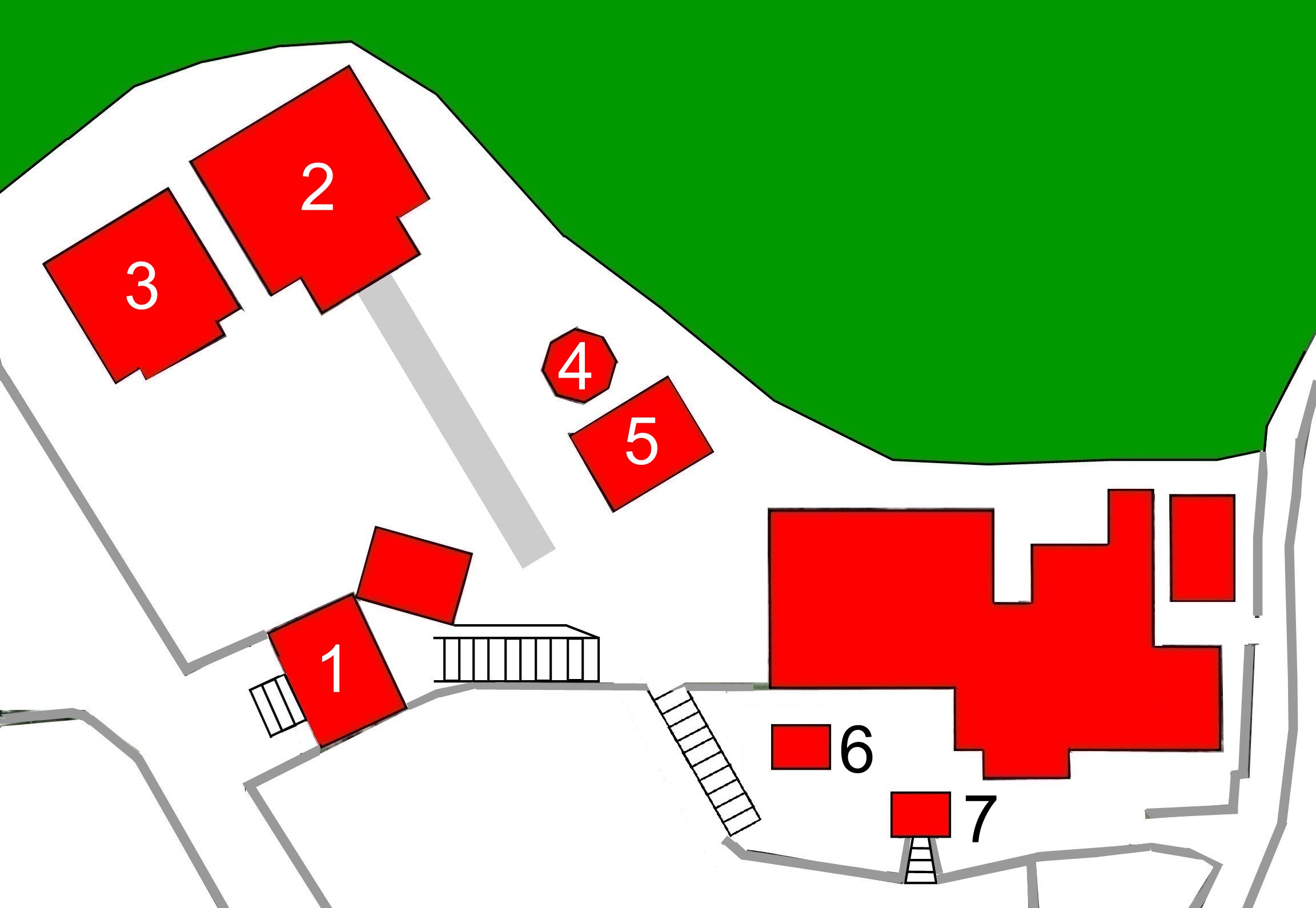
Plan des Tempels (siehe Text)

Der Butsumoku-ji (japanisch 佛木寺), mit den Go Ikkasan (一𬍯山) und Birushanain (毘盧舎那院) ist ein Tempel des Omuro-Zweigs (御室派) des Shingon-Buddhismus in der Stadt Uwajima (Präfektur Ehime). In der traditionellen Zählung ist er der 42. Tempel des Shikoku-Pilgerwegs. 

## Geschichte
Im Jahr 807 traf Priester Kūkai in dieser Gegend einen Alten, der einen Büffel hinter sich her zog. Er folgte dem Angebot des Alten, setzte sich auf den Büffel und fand im Schatten eines großen Kampferbaums eine Perle, die seine Augen blendete. Es war genau die Perle, die er nach glücklicher Rückkehr aus dem Tang-Zeit-China sich nach Osten wendend, zusammen mit einer Klangschale (三鈷 Sansha), ins Meer geworfen hatte. Kūkai fühlte, dass diese Gegend für eine Gebetsstätte geeignet war und legte einen Tempel an. Er fertigte eigenhändig eine Figur des Dainichi-Buddhas aus Kampferholz an und versteckte die Perle in der Mitte seiner Stirn. Er nannte den Tempel „Issan-Butsumoku-ji“ (一山仏木寺) und stiftete in Grasschrift angefertigte Kopien der Han’nya (般若経)- und der Kegon-Sutra (華厳経).
Der Tempel genoss den Ruf, dass der hier verehrte heilige Dainichi gut für die Gesundheit von Rindern und Pferden sei. In der Kamakura-Zeit wurde er zum Gebets- und Begräbnistempel der Saionji. In der Bürgerkriegszeit im 16. Jahrhundert wurde der Tempel zerstört, konnte danach aber allmählich wieder aufgebaut werden.

## Anlage
Man betritt den Tempel durch da Niō-Tor (仁王門; 1), das hier als Turmtor ausgeführt ist. Man steigt dann eine Treppe hoch zum Tempelgelände, auf dem im Hintergrund die Haupthalle (本堂, Hondō; 2) und die Halle, die dem Tempelgründer gewidmet ist, die Daishidō (大師堂; 3), stehen. Die gegenwärtige Haupthalle ließ das dritte Oberhaupt des Yoshida-Han, Date Muranobu (伊達村信; 1720–1765)) errichten.
Auf dem Wege dorthin passiert man an der rechten Seite den Prinz Shōtoku (聖徳太子堂; 4) gewidmeten Pavillon und den für den heiligen Fudō (不動堂; 5). Die aus der Genroku-Zeit (1688–1704) stammende Tempelglocke (鐘楼 Shōrō; 6) steht vor dem Klostergebäude. Sie ist die einzige in Japan, deren Gehäuse nicht mit Holz oder Kupfer gedeckt ist, sondern mit Reisig. Schließlich sei auf den Nebeneingang (通用門 Tsūyōmon; 8) hingewiesen, der zu den Klostergebäuden und weiter zum Tempelgelände führt.

## Schätze
Die aus einem Stück Holz der Kopfeibe hergestellte sitzende Figur des im Tempel verehrten heiligen Dainichi Nyorai (木造大日如来座像 Mokuzō Dainichi Nyorai zazō) ist 120,2 cm hoch. Sie zeigt auf der Rückseite das mit schwarzer Schrift gemalte Datum 健治元 (1275), stammt also aus der mittleren Kamakura-Zeit. Dieser Dainichi, der zwei Perlen in der Hand hält, ist als Kulturgut der Präfektur registriert.
In der Dashidō befindet sich eine aus Holz gefertigte sitzende Figur des Kūkai (木造弘法大師坐像 Mokuzō Kōbō Daishi zazō). Sie ist aus Hinoki-Stücken gefertigt, 87,5 cm groß, und hält in der linken Hand eine Kugel (念玉 Nendama), in der rechten Hand ein Gokosho (五鈷杵). Sie stammt aus dem Jahr 1315 und ist ebenfalls als Kulturgut der Präfektur registriert.

## Bilder

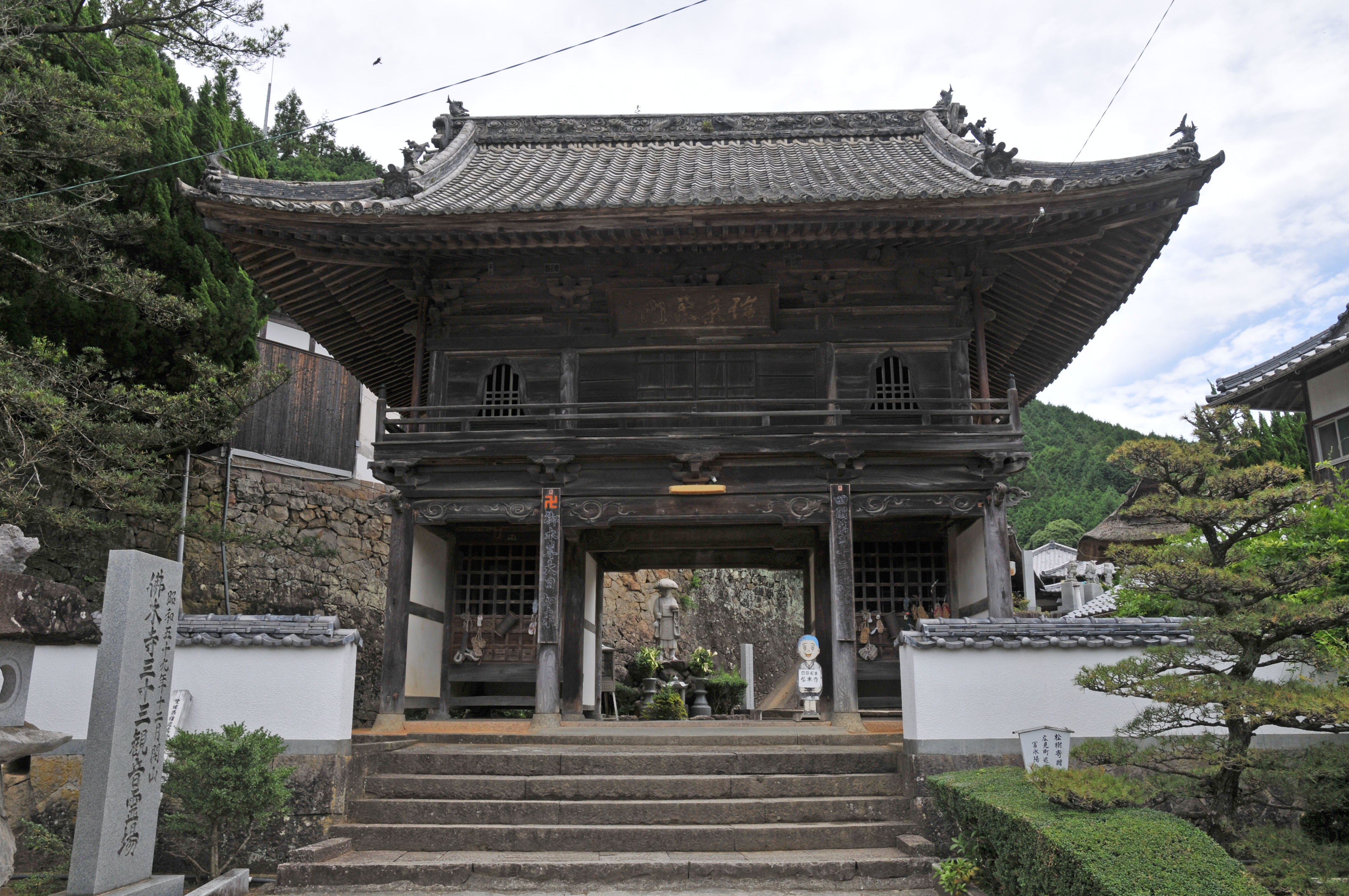
Tempeltor
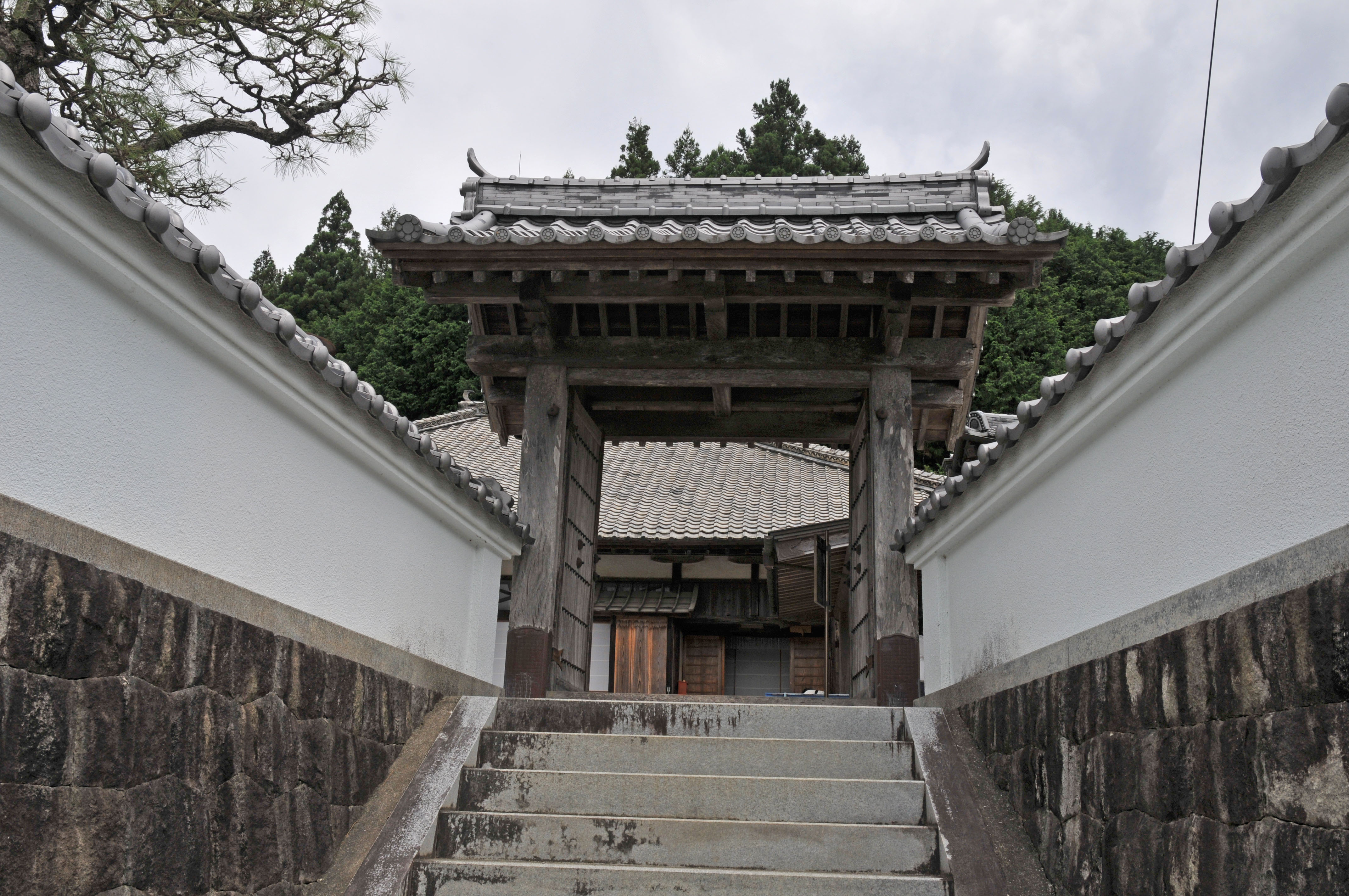
Tor zur Abtresidenz
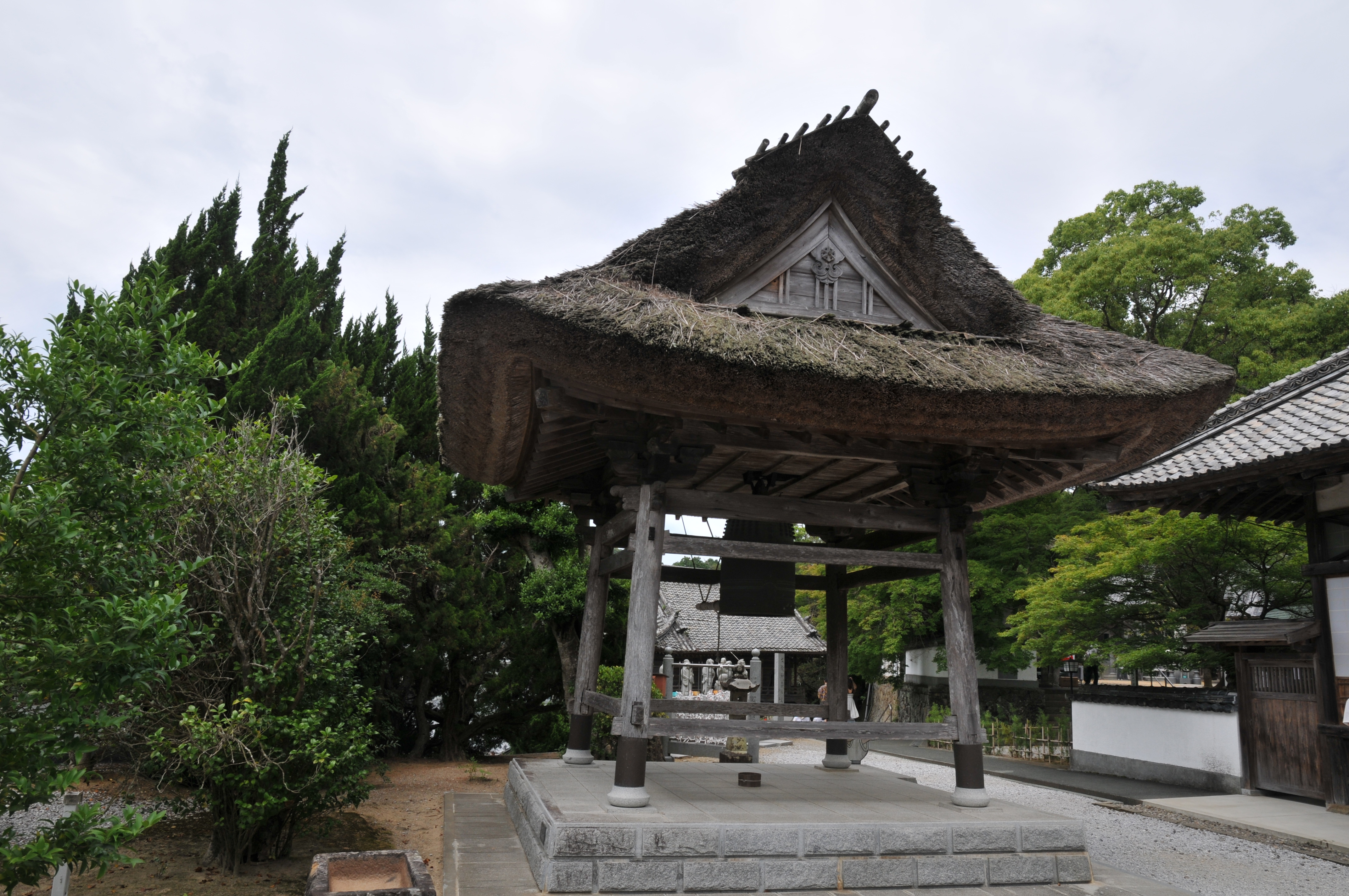
Tempelglocke, 2009
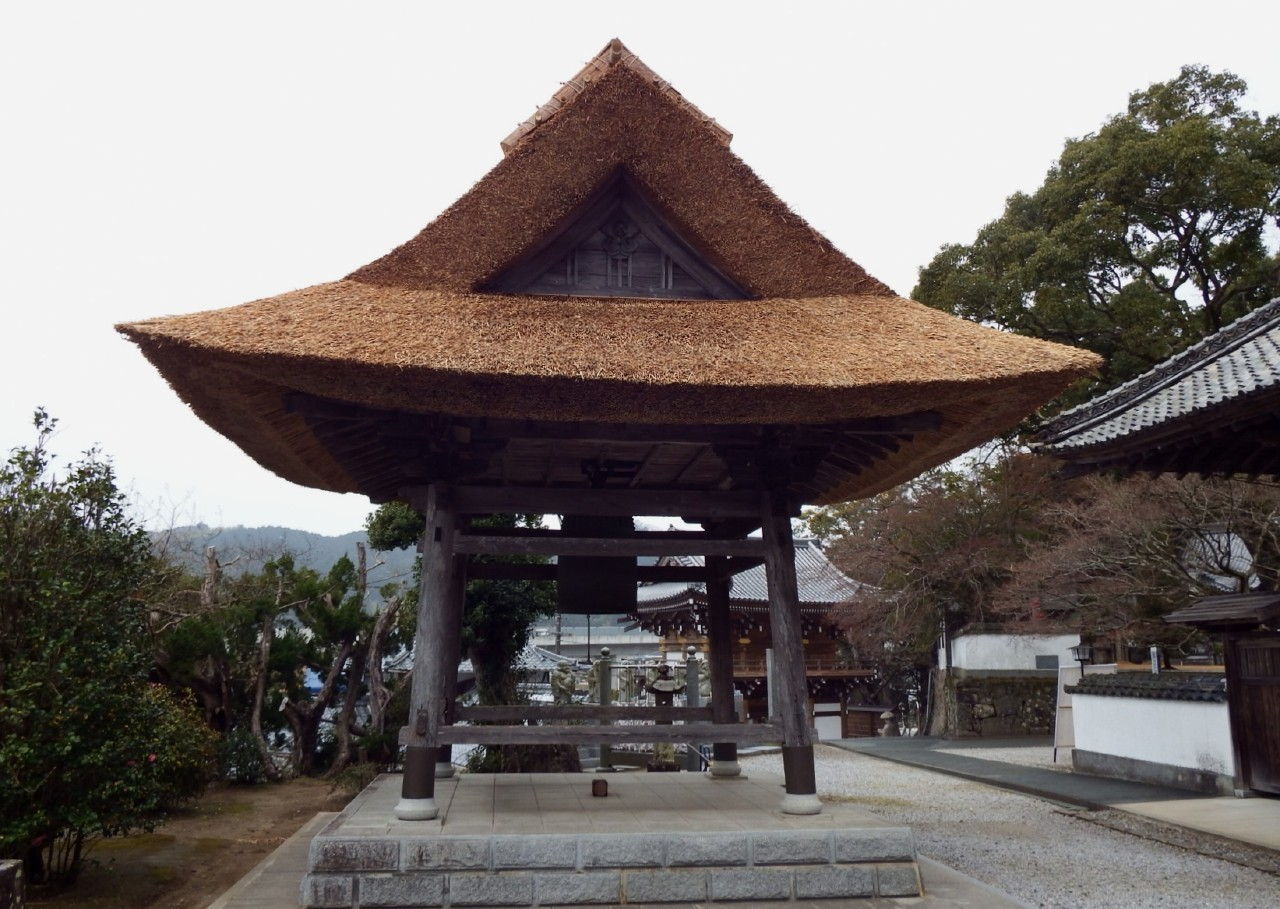
Tempelglocke, 2017